# 이호빈
이호빈(1999년 11월 25일 ~ ) 은 대한민국의 축구 선수이다.